# Renata Alt
Renata Alt, née le 27 août 1965 à Skalica aujourd'hui en Slovaquie, est une ingénieure chimiste et politicienne allemande du Parti libre-démocrate (FDP), membre du Bundestag du Land de Bade-Wurtemberg depuis 2017.

## Carrière politique
Renata Alt devient membre du Bundestag lors des élections fédérales de 2017, représentant le Land du Bade-Wurtemberg. Entre 2017 et 2021, elle siège à la commission des Affaires étrangères, où elle est rapporteure de son groupe parlementaire sur les relations avec la Russie, l'Europe centrale et orientale et les Balkans. Elle est aussi présidente de la sous-commission pour la Prévention civile des crises.
En 2021, Renata  Alt est présidente de la Commission des droits de l'homme et de l'aide humanitaire,.
Depuis 2022, elle fait également partie de la délégation allemande à l'Assemblée parlementaire de l'Organisation pour la sécurité et la coopération en Europe.